# Просторне сенке
Просторне сенке (енгл. Volumetric Shadows) у рачунарској графици представљају данас већ популарну технику исцртавања сенки у реалном времену. Ове сенке се исцртавају помоћу њихових запремина, од којих свака дели сцену на два дела: део у сенци и ван ње. Ову технику први пут помиње Френклин Кроу (енгл. Franklin Crow) на SIGGRAPH `77. Настанком и популаризацијом коришћења стенсил бафера настаје простор за елегантна решења проблема исцртавања просторних сенки. Једна од рачунарских игри које популаризују управо ово решење је Doom 3.